# Matej Rodin
Matej Rodin (Split, 1996. február 13. –) horvát labdarúgó, a belga Oostende hátvédje.

## Pályafutása
Rodin a horvátországi Split városában született. Az ifjúsági pályafutását a bosnyák GOŠK Gabela akadémiájánál kezdte.
2014-ben mutatkozott be a GOŠK Gabela felnőtt keretében. 2016 és 2020 között a horvát Lokomotiva Zagreb, Šibenik és Varaždin, a bosnyák GOŠK Gabela, Zrinjski Mostar és Željezničar Sarajevo, illetve a szlovénAluminij és olasz Perugia csapatát erősítette. 2020-ban a lengyel első osztályban szereplő Cracoviához igazolt. Először a 2020. szeptember 20-ai, Zagłębie Lubin ellen 1–1-es döntetlennel zárult mérkőzésen lépett pályára. Első góljait 2021. szeptember 11-én, a Górnik Zabrze ellen hazai pályán 2–2-es döntetlennel végződő találkozón szerezte meg. 2023. január 2-án 3½ éves szerződést kötött a belga első osztályban érdekelt Oostende együttesével. 2023. január 7-én, a Seraing ellen 2–1-re elvesztett bajnokin debütált.

## Statisztikák
2023. január 28. szerint
| Klub     | Szezon   | Osztály        | Bajnokság | Bajnokság | Kupa  | Kupa | Nemzetközi | Nemzetközi | Összesen | Összesen |
| Klub     | Szezon   | Osztály        | Meccs     | Gól       | Meccs | Gól  | Meccs      | Gól        | Meccs    | Gól      |
| -------- | -------- | -------------- | --------- | --------- | ----- | ---- | ---------- | ---------- | -------- | -------- |
| Cracovia | 2020–21  | Ekstraklasa    | 23        | 0         | 4     | 1    | —          | —          | 27       | 1        |
| Cracovia | 2021–22  | Ekstraklasa    | 32        | 2         | 1     | 0    | —          | —          | 33       | 2        |
| Cracovia | 2022–23  | Ekstraklasa    | 14        | 1         | 0     | 0    | —          | —          | 14       | 1        |
| Cracovia | Összesen | Összesen       | 69        | 3         | 5     | 1    | 0          | 0          | 74       | 4        |
| Oostende | 2022–23  | Jupiler League | 5         | 0         | 0     | 0    | —          | —          | 5        | 0        |
| Összesen | Összesen | Összesen       | 74        | 3         | 5     | 1    | 0          | 0          | 79       | 4        |

## Sikerei, díjai
Cracovia
- Lengyel Szuperkupa
  - Győztes (1): 2020